# Jean Miniac
Jean Miniac, né en 1960 à Paris, est un poète, traducteur, essayiste et chroniqueur français au mensuel littéraire Le Matricule des anges.

## Publications

### Poésie
- Carmina, Dumerchez, 1995.
- Histoire de nous, L’arbre à paroles, 1996.
- Une petite lucarne de ciel, Rencontres, 1998.
- Chronique des esprits, Dumerchez, 2000.
- Une odeur perdue de la mer suivi de Une histoire de nous, Fayard, février 2000[1].
- Le jour, (poèmes, avec des lavis de Colette Deblé), Bleu d'encre éditeur, 2012.
- La phrase de notre vie, avec Yves Jouan, L'Atelier du Grand Tétras, 2017.
- Béquille d'école, Éditions Conférence, 2021.

### Essais
- Sur Jean-Marie Le Sidaner, Le cercle de la rose, (direction du livre-catalogue, essai introductif, commissariat de l’exposition consacrée à cet auteur), bibliothèque de Charleville-Mézières, 2003 (ouvrage publié avec le concours de la DRAC Champagne-Ardenne).
- Douze études pour un tableau perdu, Rencontres, 1999.
- Et ta main fermera mes yeux, pages de journal, réflexions sur l’art et autres écrits imaginaires de Jean-Sébastien Bach, éditions Fondencre (Philippe Biget éditeur), mars 2013.

### Collectifs
- Le démon des encoignures dans le Festival de la nouvelle et du conte à Saint-Quentin, Ville de Saint-Quentin, 2000.
- Petite cantate pour la fin des temps  dans La Plume et La Faux, 1914-1918, images Philippe Bertin, textes Annette Becker, Hubert Haddad, Michel Host, Yves Jouan, Jean Miniac, éditions Intensité, 2001,
- Poème aux vins, poésies, 2002.
- Parce que c’était elle (trois poèmes en édition bilingue français/grec) dans Les ruses d’Ulysse. Vingt poètes et nouvellistes grecs et français, L’inventaire, 2004.
- L’enfant d’obéissance. Malherbe en son quartier, ses bornes, les flux divers et croisés de l’Histoire. Étude parue dans Vers Malherbe et Ponge, éditions du Bicentenaire, 2004. (Ouvrage publié dans le cadre du bicentenaire du lycée Malherbe de Caen, avec le concours du Centre régional des lettres de Basse-Normandie.)
- Hécate dans le Manifeste du droit à être dans la lune, Centre de créations pour l’enfance, Tinqueux, 2010.

### Traductions du latin (présentation et annotation)
- Saint Jérôme, Vivre au désert. Vies de Paul, Malchus, Hilarion, Jérôme Millon, 1992.
- Prudence, Au fil des jours et autres poèmes, collection « Orphée », La Différence, 1995.
- Jacques de Vitry, Vie de Marie d’Oignies, collection « Babel », Actes Sud, 1997.
- Ambroise, Prudence, Jérôme… et les autres. Anthologie de la littérature latine tardive du IVe au VIIe siècle, Europe, n° 916-917, août-septembre 2005.

### Traductions de l'anglais
Jean Miniac est le traducteur français des poèmes de Jimmy Carter.  
- Toujours un compte à rendre et autres poèmes, de Jimmy Carter, le 39e président des États-Unis d'Amérique, aux éditions Buchet-Chastel, 2010. À cette occasion, il intervient une heure sur France Culture, dans l'émission de Sophie Nauleau.

### Préface
- Le sable doux (un cahier d'écolier), Poèmes visuels aux longs prolongements, de Pierre Garnier, mai 2015.